# Comuna Zelene, Huseatîn
Zelene (în ucraineană Зелене) este o comună în raionul Huseatîn, regiunea Ternopil, Ucraina, formată din satele Paivka și Zelene (reședința).

## Demografie
Componența lingvistică a comunei Zelene
     Ucraineană (99,79%)
     Alte limbi (0,21%)
Conform recensământului din 2001, majoritatea populației comunei Zelene era vorbitoare de ucraineană (99,79%), existând în minoritate și vorbitori de alte limbi.